# Sh2-228
Sh2-228 è una nebulosa a emissione visibile nella costellazione dell'Auriga.
Si individua all'interno del grande pentagono che costituisce la costellazione, circa 1° a sud della stella μ Aurigae; il periodo più indicato per la sua osservazione nel cielo serale ricade fra i mesi di ottobre e marzo ed è notevolmente facilitata per osservatori posti nelle regioni dell'emisfero boreale terrestre.
Sh2-228 è una regione H II situata sul Braccio di Perseo a circa 3500 parsec (circa 11410 anni luce) di distanza; possiede una forma asimmetrica ed è situata vicino alla grande associazione Auriga OB1. Si tratta di una vasta regione in cui è attiva la formazione stellare, come è ben evidenziato dalla presenza, al suo interno, di un giovane ammasso aperto piuttosto compatto noto come CC 01, formato da alcune stelle blu intrinsecamente molto luminose accompagnate da una numerosa popolazione di stelle più deboli; la loro età è stimata attorno a 1-2 milioni di anni al massimo e rappresentano una generazione di stelle successiva rispetto alle stelle circostanti, che mostrano invece un'età di circa 5-6 milioni di anni. La massa totale dell'ammasso si aggira sulle 1800 M⊙. Nel Catalogo Avedisova la nebulosa è associata anche ad alcune sorgenti di onde radio.
Da notare infine che studi basati sulle emissioni alle onde radio hanno fornito per Sh2-228 una distanza nettamente superiore, attorno ai 7900 parsec (oltre 25000 anni luce).